# Synotaxus leticia
Synotaxus leticia är en spindelart som beskrevs av Harriet Exline och Levi 1965. Synotaxus leticia ingår i släktet Synotaxus och familjen Synotaxidae.
Artens utbredningsområde är Colombia. Inga underarter finns listade i Catalogue of Life.